# Иларион (епископ Коломенский)
Иларион (ум. 1408) — епископ Русской церкви, епископ Коломенский.

## Биография

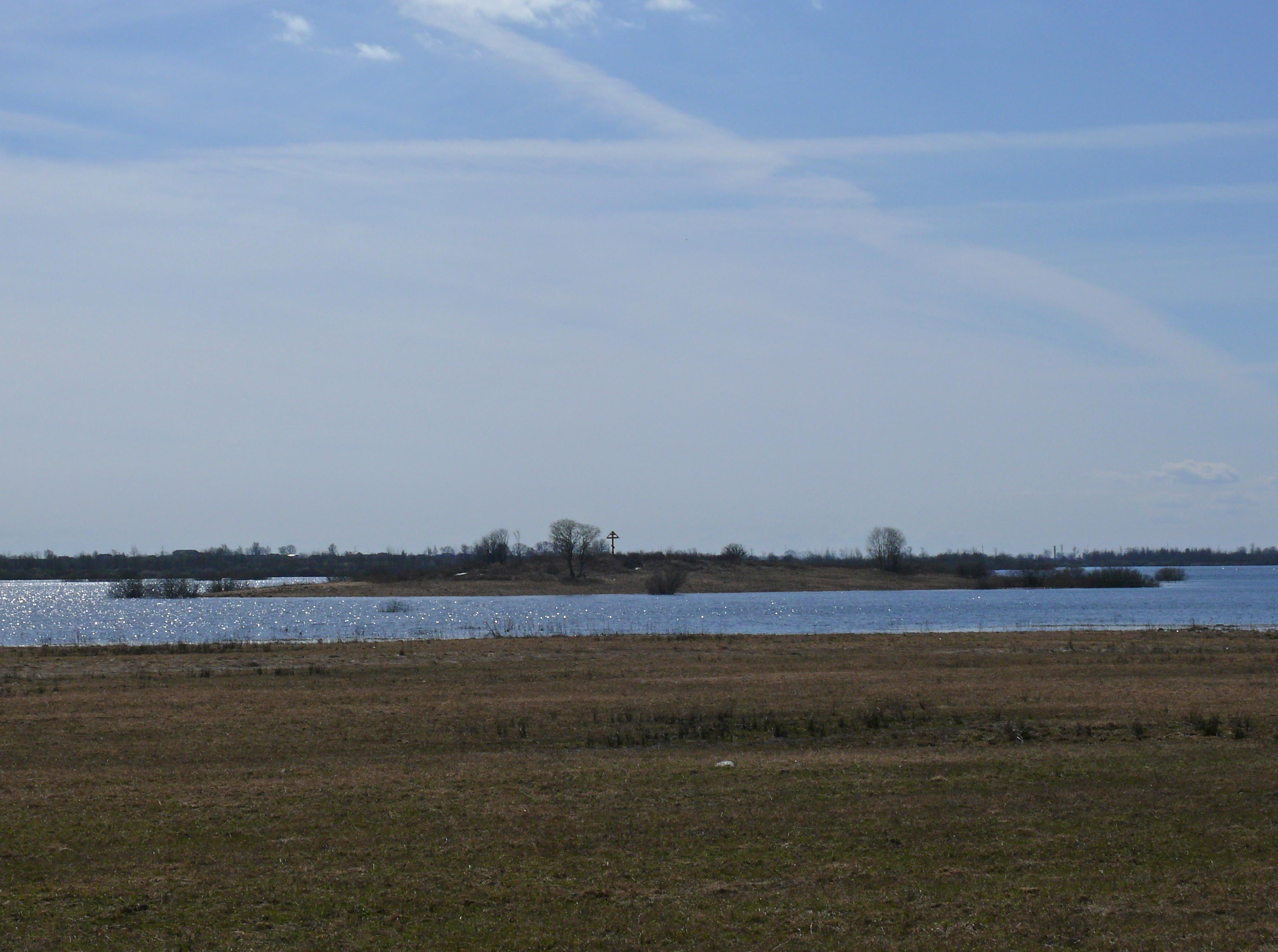
Крест на холме, где раньше стоял Лисицкий Рождество-Богородицкий монастырь

О детстве и мирской жизни Илариона сведений практически не сохранилось, да и прочие биографические сведения о нём очень скудны и отрывочны; известно, что родился не позднее середины XIV века, предположительно, в городе Новгороде.
До получения епископской кафедры он был игуменом Лисицкого Богородичного монастыря. В 1-й половине — середине 90-х годов XIV века совершил паломничество на Афон, откуда привёз список «Тактикона» Никона Черногорца. В 1396 году отец Иларион был переведён архимандритом в Симонов монастырь города Москвы.
26 августа 1406 года хиротонисан митрополитом Киевским и всея Руси Киприаном во епископа Коломенского. В тот же год епископ Иларион участвовал в погребении митрополита Киприана.
Епископ Иларион умер 9 марта 1408 года в городе Коломне.